# Чайка (сеть клиник)
«Ча́йка» — российская сеть частных медицинских клиник, основанная в 2013 году в Москве предпринимателем Александром Винокуровым. С 2022 года сеть принадлежит Полине Юмашевой.
На 2024 год сеть насчитывает 6 клиник в Москве, клиники в Тбилиси и Ереване, а также клинику Kandinsky Clinic в Дубае.

## История
Первоначальная идея клиник, по словам самого Александра Винокурова, пришла ему в 2009 году, когда у его супруги Натальи Синдеевой принимали роды в Париже. Бизнес-план строился исходя из структуры выплат страховых компаний и наиболее востребованных услуг у клиентов добровольного медицинского страхования. Структура расписания и специальностей при этом индивидуальна для каждой клиники и определяется главными врачами в зависимости от востребованности услуг в конкретном месте, а зарплата сотрудников не привязана к «объёму продаж». 
В ноябре 2011 года было зарегистрировано ООО «Группа Чайка», в котором Винокурову принадлежит 50 %, ещё по 25 % у коллег по «КИТ Финансу» — Максима Цыганова и Сергея Тихонова. Изначально партнёры планировали заняться рынком ДМС, но по «рыночным причинам» отказались от него в пользу создания сети амбулаторных клиник. Планы по дальнейшему расширению сети сам Винокуров увязывал с выходом клиник на плановую загрузку (до 25 тысяч пациентов в год) и привлечением новых партнёров. Плановый срок окупаемости первой очереди — середина 2018 года. Все инвесторы выступают в роли управляющих директоров, гендиректором же была назначена Оксана Григорова, бывший директор департамента по внешним связям «КИТ Финанса».
В марте 2013 в комплексе «Город столиц» в «Москва-Сити» открылась первая клиника «Чайка». К проектированию интерьера клиник было привлечено архитектурное бюро ABD Architects, IT-инфраструктура вынесена в «облака». Ранее Александр Винокуров объявил о планах совместно с партнёрами вложить до 1 млрд рублей и открыть в Москве за два года 7 клиник: четыре медицинских центра, две семейных клиники и один диагностический центр. По данным на конец 2013 года, в клинике работало 200 человек. В сентябре 2013 «Чайка» предложила экспериментальную ДМС-программу с соплатежом, стимулирующую более экономное потреблению услуг. Первым страхователем по этой программе был Danone, а страховщиком — «АльфаСтрахование».

В сентябре 2022 года контроль над сетью клиник перешел к бывшей супруге миллиардера Олега Дерипаски, дочери руководителя администрации Бориса Ельцина Валентина Юмашева, Полине Юмашевой. Сумма сделки не раскрывается.

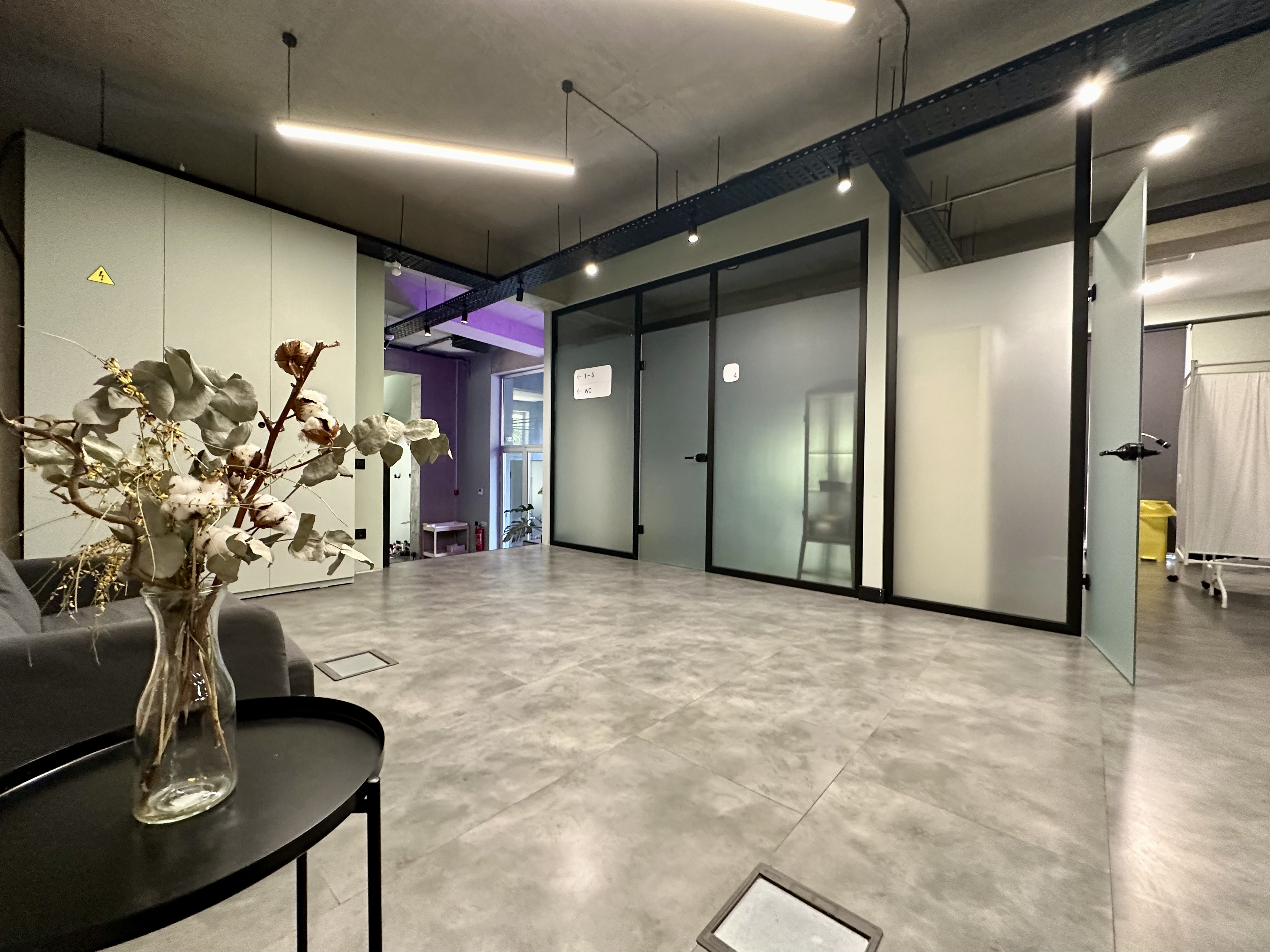
Интерьер клиники в Тбилиси в 2024 году

На середину 2024 года действуют 6 клиник в Москве (в основном расположены в бизнес-центрах на арендованных площадях от семисот до 1500 м2, включают 20-30 кабинетов) и один диагностический центр c аппаратами тяжелой диагностики — флюорография, КТ-сканер, МРТ-сканер и маммограф. Основная услуга клиник — check-up — аналог однодневной диспансеризации.

### Международная экспансия
Первая зарубежная клиника под брендом «Чайка» открыта в мае 2023 года в Тбилиси, Грузия. Инвестиции в проект составили $200 тысяч. В сентябре 2023 года запустила в Дубае, ОАЭ многопрофильную клинику площадью 1,2 тысячи м2 в сегменте «бизнес плюс». Медцентр открылся под брендом Kandinsky Clinic. В этом же году компания открыла клинику в Ереване, Армения на площади 315 м2.

## Ссылка
- chaika.com — официальный сайт Чайка